# Чемпіонат світу з футболу 2010 (група C)
Матчі Групи C чемпіонату світу з футболу 2010 проходять з 12 червня 2010 року до 23 червня 2010. До групи входять збірні Англії, США, Алжиру та Словенії.
| М  | Команда    | І | В | Н | П | МЗ | МП | РМ | О |
| -- | ---------- | - | - | - | - | -- | -- | -- | - |
| 1. | США ·      | 3 | 1 | 2 | 0 | 4  | 3  | +1 | 5 |
| 2. | Англія ·   | 3 | 1 | 2 | 0 | 2  | 1  | +1 | 5 |
| 3. | Словенія · | 3 | 1 | 1 | 1 | 3  | 3  | 0  | 4 |
| 4. | Алжир ·    | 3 | 0 | 1 | 2 | 0  | 2  | −2 | 1 |

Час місцевий (UTC+2)

## Англія— США
| 12.06.2010 21:30 |

| Англія      | 1 — 1      | США        |
| ----------- | ---------- | ---------- |
| Джеррард 4' | (Протокол) | Демпсі 40' |

| Роял Бафокенг, Рюстенбург Глядачів: 38 646 Арбітр: Карлос Еуженіо Сімон |

## Алжир— Словенія
| 13.06.2010 13:30 |

| Алжир | 0 — 1      | Словенія  |
| ----- | ---------- | --------- |
|       | (Протокол) | Корен 79' |

| Пітер Мокаба, Полокване Глядачів: 30 325 Арбітр: Карлос Батрес |

## Словенія— США
| 18.06.2010 16:00 |

| Словенія                | 2:2        | США                    |
| ----------------------- | ---------- | ---------------------- |
| Бирса 13' Любіянкич 42' | (протокол) | Донован 48' Бредлі 82' |

| «Кока-Кола Парк», Йоганнесбург Глядачів: 45 573 Арбітр: Коман Кулібалі |

## Англія— Алжир
| 18.06.2010 20:30 |

| Англія | 0 — 0      | Алжир |
| ------ | ---------- | ----- |
|        | (Протокол) |       |

| Грін-Поїнт, Кейптаун Глядачів: 64 100 Арбітр: Равшан Ірматов |

## Словенія— Англія
| 23.06.2010 16:00 |

| Словенія | 0 — 1      | Англія   |
| -------- | ---------- | -------- |
|          | (Протокол) | Дефо 23' |

| Нельсон Мандела Бей, Порт-Елізабет Глядачів: 36 893 Арбітр: Вольфганг Штарк |

## США— Алжир
| 23.06.2010 16:00 |

| США           | 1 — 0      | Алжир |
| ------------- | ---------- | ----- |
| Донован 90+1' | (Протокол) |       |

| Лофтус Версфельд, Преторія Глядачів: 35 827 Арбітр: Франк Де Блекере |